# Маниловское
Маниловское (укр. Манилівське) — село,
Купьеватовский сельский совет,
Глобинский район,
Полтавская область,
Украина.
Код КОАТУУ — 5320684905. Население по переписи 2001 года составляло 161 человек.

## Географическое положение
Село Маниловское находится в 1-м км от села Демидовка.
По селу протекает пересыхающий ручей с запрудой.

## Экономика
- Молочно-товарная и птице-товарная фермы.